# Пшибось, Юлиан
Юлиа́н Пши́бось (пол. Julian Przyboś; (5 марта 1901, Гвозьница-Дольна, Австро-Венгрия (ныне Подкарпатское воеводство) — 6 октября 1970, Варшава) — польский поэт, эссеист, переводчик и публицист. Дипломат. Лауреат Государственной премии ПНР (1964).
Ведущий поэт краковского «Авангарда» начала 1920-х годов. Новатор.

## Биография
Еще будучи учеником гимназии, увлекался социалистической и анархистской литературой. С 1918 — член Польской военной организации. Участник акций саботажа и диверсий против австрийских властей. В конце 1918-начале 1919 — участвовал в сражениях за Львов.
Окончив гимназию добровольцем в июне 1920 вступил в ряды Войска Польского и участвовал в польско-большевистской войне, сражении под Львовом и Красне, где был взят в плен, но бежал.
К тому времени, когда Пшибось окончил Ягеллонский университет в Кракове в 1924 году, он уже начал публиковать свои стихи и прозу в журнале «Zwrotnica», одном из основных печатных средств краковского поэтического авангарда.
В своих ранних работах, первых сборниках стихов «Винты» (1925) и «Обеими руками» (1926), он представил свою теорию поэзии как новую языковую систему, характеризующуюся краткими, но, вместе с тем, сложными метафорами.
Реализовал программу группы краковского «Авангарда», в которую входил: отказ от поэзии как выражения чувств в пользу рационалистической конструкции стиха, метафоризация переживаний, понимание поэзии как автономной языковой конструкции.
В 1930-е годы в творчестве Пшибося появляются социальная проблематика, мотивы общественного протеста («В глубь лес» (1932) и «Уравнение сердца» (1938). В стихах послевоенных лет он придерживался основных положений авангардистской поэзии.
Автор статей и эссе о литературе и искусстве («Смысл поэзии» (1963); «Записки без даты» (1970)).
С 1931 по 1933 год писал также для журнала «Linia» («Линия»), был членом группы под названием «AR» («Революционных художников») в Лодзи (1930—1935).
Во время Второй мировой войны жил во Львове и оккупированной нацистами Гвозьнице, писал стихи для движения Сопротивления.
После войны работал на государственной службе в качестве дипломата и польского посла к Швейцарии (1947—1951).
Избирался председателем Союза писателей Польши.

## Избранная библиография
Сборники стихов:
- Śruby (1925)
- Oburącz (1926)
- Z ponad (inna spotykana wersja tytułu — Sponad) (1930)
- W głąb las  (1932)
- Równanie serca (1938)
- Póki my żyjemy (1944)
- Miejsce na ziemi (1945)
- Najmniej słów (1955)
- Narzędzie ze światła (1958)
- Próba całości (1961)
- Więcej o manifest (1962)
- Na znak (1965)
- Kwiat nieznany (1968)

## Награды
- Офицерский крест Ордена Возрождения Польши
- Золотой крест Заслуги
- Орден «Знамя Труда» 1 степени
- Медаль «10-летие Народной Польши»
- Нагрудный знак 1000-летия польского государства

## Память
В Гвозьнице-Дольной создан Биографический музей Юлиана Пшибося (филиал Жешувского краеведческого музея).